# 3196 Maklaj
A 3196 Maklaj (ideiglenes jelöléssel 1978 RY) a Naprendszer kisbolygóövében található aszteroida. Nyikolaj Sztyepanovics Csernih fedezte fel 1978. szeptember 1-én.